# The Alphabeat
«The Alphabeat» — сингл французского диджея Давида Гетта из его пятого студийного альбома Nothing but the Beat (2011).

## Клип
Музыкальное видео на песню «The Alphabeat» было снято So Me. Видео было загружено на официальный аккаунт Гетты на YouTube 2 апреля 2012 года. В нём много снимков Renault Twizy, а музыкальное видео служит рекламой самого автомобиля. В клипе в эпизодической роли появилась бывшая жена Гетты, Кэти Гетта.

## Список композиций
| №  | Название                       | Длительность |
| -- | ------------------------------ | ------------ |
| 1. | «The Alphabeat» (Radio Edit)   | 3:25         |
| 2. | «The Alphabeat» (Original Mix) | 4:29         |

## Участники записи
- Давид Гетта — написание песни, продюсирование
- Джорджио Туинфорт — написание песни, продюсирование
- Black Raw — продюсирование[1]

## Чарты
| Чарт (2012)                                | Позиция |
| ------------------------------------------ | ------- |
| Австрия (Ö3 Austria Top 40)                | 57      |
| Бельгия/Фландрия (Ultratip Bubbling Under) | 22      |
| Бельгия/Валлония (Ultratip Bubbling Under) | 40      |
| Франция (SNEP)                             | 44      |
| Германия (GfK)                             | 85      |
| Италия (FIMI)                              | 37      |
| Нидерланды (Dance Top 30)                  | 14      |
| Нидерланды (Single Top 100)                | 88      |